# Panna-Nationalpark
Der Panna-Nationalpark (Hindi पन्ना राष्ट्रीय उद्यान IAST Pannā rāṣṭrīya udyāna) ist ein Nationalpark im Distrikt Panna im indischen Bundesstaat Madhya Pradesh. Er hat eine Größe von 542,67 km². Der Park ist Teil des Panna-Tigerreservats und Teil des Panna-Biosphärenreservats der UNESCO.

## Geographie und Klima
Der Nationalpark liegt im Bereich des Vindhyagebirges in der Großregion Bundelkhand im Gebiet der Distrikte Panna und Chhatarpur. Die Topographie ist hügelig mit einer Höhe über dem Meeresspiegel zwischen 350 und 470 Metern. Die Region ist durch Tafelberge geprägt. Größtes Fließgewässer ist der Fluss Ken, ein Nebenfluss des Yamuna, der Richtung Norden fließt und weitgehend die Grenze zwischen den beiden Distrikten bildet.
Das Klima entspricht einem Monsunklima. Etwa 80 Prozent des Jahresniederschlags fällt in den Monaten Juli bis September. Der Niederschlag variiert zwischen den Jahren erheblich (von 627 mm bis 1631 mm). Der kälteste Monat ist der Januar mit einer Durchschnittstemperatur von 15 °C und im Dezember und Januar können Minimaltemperaturen von 5 °C erreicht werden. In den heißesten Monaten Mai und Juni steigen die Temperaturen auf bis 47 °C.

## Geschichte
Zur Zeit Britisch-Indiens diente das Gebiet des späteren Nationalparks als Jagdrevier. Nach der Unabhängigkeit Indiens 1947 wurde hier im Jahr 1971 das 285,33 km² große Gargau-Naturschutzgebiet (Gargau Wildlife Sanctuary) eingerichtet. 1979 wurde das Naturschutzgebiet auf 478,87 km² erweitert und am 17. Oktober 1981 erhielt es den Status eines Nationalparks. Der Nationalpark umfasst heute 542,67 km². 
Im Jahr 1994 deklarierte die indische Regierung im Rahmen des Project Tiger die Region um den Nationalpark zum Tigerreservat. Das Panna-Tigerreservat (Panna Tiger Reserve) besteht aus einer Kernzone von 576,13 km², die den Nationalpark vollständig einschließt, und einer Pufferzone von 1002,42 km², umfasst also insgesamt 1578,55 km².
Der Panna-Nationalpark ist das 22. Tigerreservat in Indien und das fünfte im Bundesstaat Madhya Pradesh. 
Im Jahr 2020 wurde eine 2998,98 km² große Region, die den Panna-Nationalpark und das Panna-Tigerreservat einschloss, als Panna-Biosphärenreservat durch die UNESCO anerkannt.

## Tierarten im Nationalpark

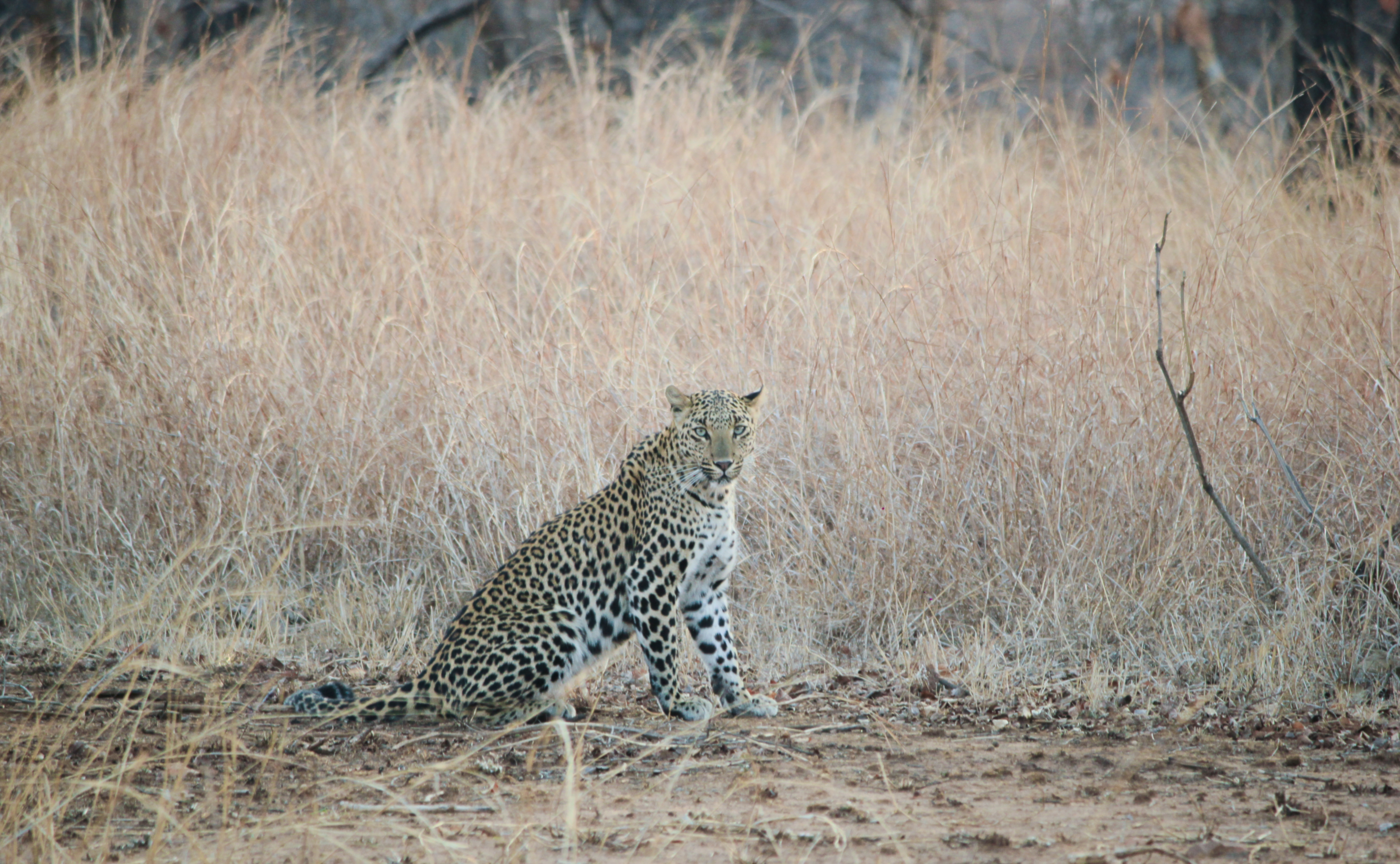
Leopard im Panna-Nationalpark

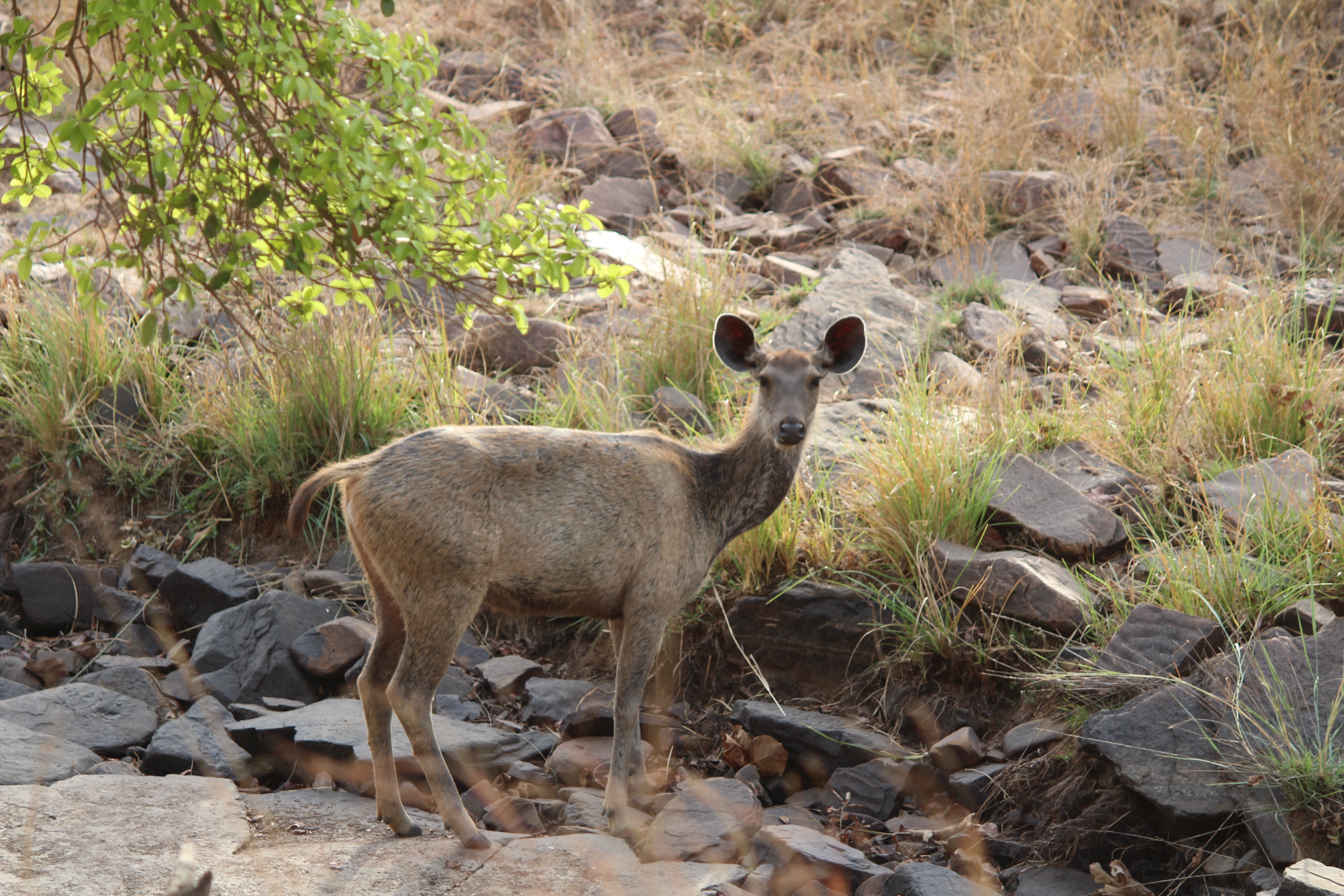
Sambarhirsch im Park

Im Nationalpark sind unter anderem der Axishirsch, die Indische Gazelle, der Sambar, der Lippenbär und der Rhesusaffe anzutreffen. Reptilien wie z. B. verschiedene Arten von Schlangen, u. a. Python, leben im Park. Neben diesen Tieren gibt es über 200 verschiedene Vogelarten im Panna-Nationalpark, unter anderem den Wespenbussard, die Streifengans, Bülbüls, Geier, Rosenkopfsittiche, Kuckucke, Baumsegler, Rennvögel, Fliegenschnäpper, Laufhühnchen und Orient-Schlangenhalsvögel.
Der Fluss Ken fließt von Süden nach Norden durch das Schutzgebiet und ist die Heimat der akut vom Aussterben bedrohten Krokodilart der Gangesgaviale und der Sumpfkrokodile.

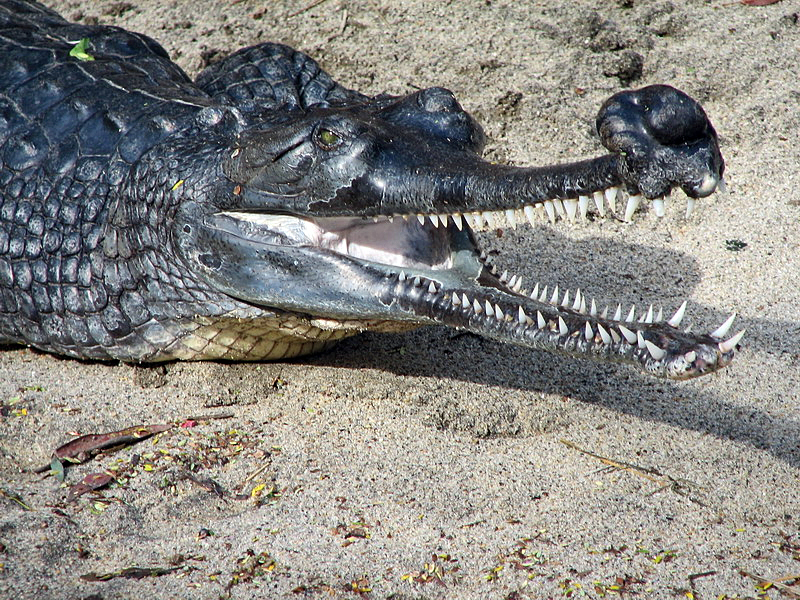
Männlicher Gangesgavial

## Tigerpopulation
Der Panna-Nationalpark befindet sich unter der Schirmherrschaft des Programms Project Tiger des indischen Staates. Über die Abnahme der Tigerpopulation wurde bereits häufig berichtet. Aus diesem Grund wurden im März 2009 zwei weibliche Tiger vom Bandhavgarh-Nationalpark und aus dem Kanha-Nationalpark umgesiedelt. Jedoch wird inzwischen kein männlicher Tiger mehr im Nationalpark gesichtet. Anscheinend wurde die gesamte Tigerpopulation durch Wilderei ausgerottet. Im Juni 2009 wurde offiziell bestätigt, dass von 40 Tigern, die noch vor 6 Jahren im Tigerreservat gezählt wurden, außer den zwei zuvor ausgesetzten Tigerinnen keine mehr im Nationalpark leben und somit die gesamte Population ausgerottet ist. Das Ministerium für Umwelt und Wald (MoEF) hat einen Vorschlag zum Aussetzen von zwei Tigern und Tigerinnen unter strengen Auflagen genehmigt und erwartet energisches Handeln nach dem "Panna Disaster".